# إبينيانا (إفريتانيا)
إبينيانا (Επινιανά) هي مدينة في إفريتانيا في مقاطعة كينتريكي إلادا في اليونان. يبلغ عدد سكانها حوالي 310   نسمة.